# Hanowo
Hanowo – wieś w Polsce położona w województwie kujawsko-pomorskim, w powiecie grudziądzkim, w gminie Grudziądz. Miejscowość wchodzi w skład sołectwa Piaski.
W XIX wieku był to folwark należący do majątku Turznice.
W latach 1975–1998 miejscowość administracyjnie należała do województwa toruńskiego.